# Hanco Kachelhoffer
Johannes Jakobus "Hanco" Kachelhoffer (Bloemfontein, 28 d'agost de 1985) és un ciclista sud-africà, professional des del 2005 al 2013. Ha competit sempre per equips del seu país.
Està casat amb la també ciclista An-Li Pretorius.

## Palmarès
- 2005
  -  Campió de Sud-àfrica en critèrium
  - Vencedor de 2 etapes del Tour del Senegal
- 2006
  -  Campió de Sud-àfrica en critèrium
- 2010
  - Vencedor d'una etapa al Giro del Cap
- 2012
  - 1r a la Dome 2 Dome Roadrace